# Историја српске политичке мисли
Историја српске политичке мисли: нови век је монографија и капитално дело др Драгана Симеуновића, редовног професора Факултета политичких наука Универзитета у Београду и иностраног члана Академије наука и умјетности Републике Српске. Објављена је 2019. године, а издавач је била Православна реч из Новог Сада.

## Опис
Аутор др Драгана Симеуновића, редовни професор на Факултету политичких наука Универзитета у Београду, вршилац дужности директора Академије за националну безбедност при Безбедносно-информативној агенцији, инострани члан Академије наука и умјетности Републике Српске и сарадник Института за политичке студије, јесте утемељивач историје српске политичке мисли као научне дисциплине, али и некада изборног, а сада обавезног предмета на основним студијама на Факултету политичких наука Универзитета у Београду. Као такав, представља неприкосновени ауторитет у овој области.
Књига нуди биографске цртице 37 значајних личности из српске историје, пратећи развој и судбине њихових политичких идеја. Тако се, међу онима који су били предмет проучавања ове монографије, налазе цар Јован Ненад, гроф Ђорђе Бранковић, Гаврил Стефановић Венцловић, Јован Рајић, Доситеј Обрадовић, вожд Ђорђе Петровић Карађорђе, Филип Вишњић, кнез Иво од Семберије (Иван Кнежевић), Димитрије Давидовић, књаз Милош Обреновић, Вук Стефановић Караџић, Петар II Петровић Његош, Илија Гарашанин, Хусеин-капетан Градашчевић, Јеврем Грујић, Владимир Јовановић, Светозар Милетић, Јован Ристић, Светозар Марковић, Димитрије Мита Ценић, Пера Тодоровић, Стојан Новаковић, Васа Пелагић, Јован Мишковић, Драгутин Димитријевић Апис, Милован Миловановић, Гаврило Принцип, Димитрије Беговић, Јован Скерлић, Јован Цвијић, Димитрије Туцовић, Никола Пашић, Никола Тесла, краљ Александар I Карађорђевић, Сима Марковић, кнез Павле Карађорђевић и Драгољуб Јовановић.
Предговор за књигу написао је патријарх српски господин Иринеј.

## Критике
У предговору ове књиге, патријарх српски господин Иринеј је написао:
Историја српске политичке мисли" представља грандиозан и деценијама стваран труд професора Универзитета у Београду, др Драгана Симеуновића, који је показао како је српски народ, држећи се чврсто у православној вери и љубави према Богу и Роду, у периоду од скоро пет векова робовања, храбро одолео сваком облику угњетавања и остао веран идеалу обнављања српске државности. Професор др Симеуновић свој студиозан истраживачки ход је започео описом краткотрајних, али дивљења вредних покушаја да се већ у 16. и 17. веку обнови српска самосталност, а завршио га расветљавањем друштвеног и политичког стања пре Другог светског рата, поминући преко 1.000 личности чија су дела била од значаја у остваривању српских народних и црквених идеала. Он је велику пажњу посветио народним прегаоцима из 18. и 19. века, као и онима који су се истакли на почетку 20. века. Било је то доба када су Срби својом слогом, која им се пословично као способност неоправдано одриче, и својом националном енергијом уз велику помоћ бројних црквених отаца, од којих у ово књизи заслужено заузимају цела поглавља, а вођени мудрим и храбрим сународницима, сви скупа живели и умирали за велику идеју ослобођења и уједињења српског народа.
Др Мирослава Глигорић је у приказу књиге запазила:
Аутор је успео да упркос комплексности материје приближи ову тематику како академској, тако и широј јавности која је заинтересована за ову област, чиме је значајно обогатио домаћу литературу, а нема сумње да ће ова студија бити незаобилазно штиво на коју ће се, као важан теоријски извор, позивати како студенти, тако и истраживачи, који се буду бавили овим делом наше историје. У том смислу, ова изванредна књига за сваку је научну похвалу посебно на плану испуњавања празнина у нашој научној ризници када је реч о досадашњој политичкој историографији.

## Награде
За монографију Историја српске политичке мисли: нови век, проф. др Драган Симеуновић је добио Награду града Београда за друштвене и хуманистичке науке за 2019. годину, која му је услед пандемије корона вируса додељена 16. априла 2021. године.